# Al-Mansur (Ayyubide)
Al-Malik al-Mansur Nasir ad-Din Muhammad (arabisch المنصور ناصر الدين محمد بن العزيز, DMG al-Manṣūr Nāṣir ad-Dīn Muḥammad b. al-ʿAzīz; * 1189; † nach 1216) war ein Sultan von Ägypten aus der Dynastie der Ayyubiden. Er war ein Sohn des Sultans al-Aziz Uthman und ein Enkel des berühmten Saladin.

## Leben
Nach dem Tod seines Vaters im Jahr 1198 folgte der neunjährige al-Mansur als Sultan von Ägypten nach. Schon zwei Jahre später wurde er von seinem Großonkel Al-Adil Abu Bakr I. (Saphadin) abgesetzt und nach Aleppo gebracht. Dort lebte al-Mansur am Hof des Emirs az-Zahir Ghazi, der ihn 1216 zu seinem möglichen Erben ernannte, sollten die eigenen Söhne vor ihm sterben. Dazu kam es allerdings nicht. Über al-Mansurs weiteres Leben wird nichts mehr berichtet.